# Sierra Nevada de Santa Marta

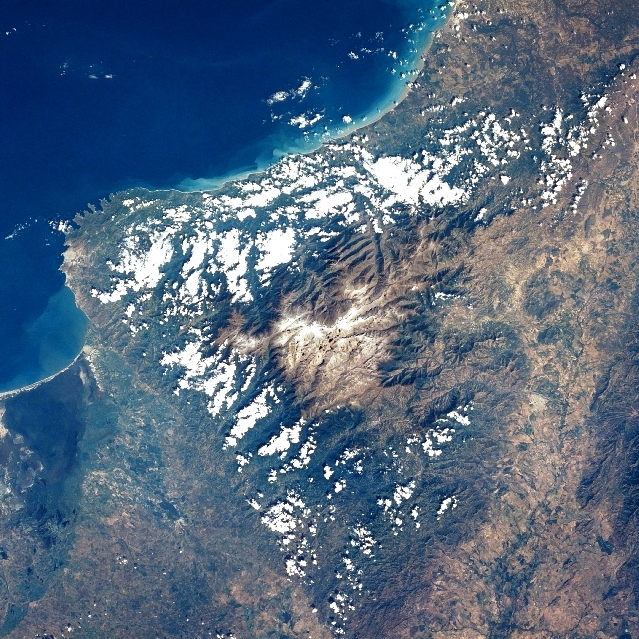
Sierra Nevada de Santa Marta vista do espaço

A Sierra Nevada de Santa Marta é uma cadeia montanhosa que corre pela Colômbia, isolada dos Andes por zonas planas e semi-áridas. Alcançando 5775 metros de altitude e a apenas 42 km do Mar do Caribe, a Sierra Nevada de Santa Marta é a mais alta cordilheira costeira do mundo. Localiza-se nos departamentos de Guajira, Magdalena e Cesar. Os pontos mais elevados são o Pico Cristóbal Colón e o Pico Simón Bolívar.